# 释月海
释月海（1895年—1969年），俗名王汉坤，一名绩润，字恩修，男，安徽亳县人，中国佛教僧人，曾任中国佛教协会常务理事。